# Andorinhão-serrano
Andorinhão-de-pontas-brancas ou andorinhão-serrano (Aeronautes montivagus) é uma espécie de ave pertencente à família dos apodídeos. Pode ser encontrada na Argentina, Bolívia, Brasil, Colômbia, Equador, Guiana, Peru e Venezuela. Seus habitats naturais são florestas tropicais úmidas ou subtropical de várzea, tropicais úmidas ou florestas subtropicais de altitude e florestas secundárias altamente degradadas.

## Subespécies
São reconhecidas dias subespécies:
- Aeronautes montivagus montivagus (d’Orbigny & Lafresnaye, 1837) - localmente em montanhas da Colômbia até norte da Venezuela e oeste da Bolívia.
- Aeronautes montivagus tatei (Chapman, 1921) - tepuis do sul da Venezuela e extremo norte do Brasil, registros da Guiana e do Suriname podem também se referir a essa subespécies.